# Puchar Europy w hokeju na lodzie
Puchar Europy, także Puchar Europy Mistrzów Krajowych (ang. European Cup) – coroczne rozgrywki klubowe w hokeju na lodzie przeznaczone w każdym sezonie dla zespołów będących aktualnymi mistrzami w swoich państwach Europy. Puchar był rozgrywanych w latach 1965-1997. Był organizowany pod egidą organizacji IIHF.
Ideę tego współzawodnictwa zaproponował działacz IIHF, Günther Sabetzki. 23 października 1965 rozpoczęła się pierwsza edycja PE, w której uczestniczyło 14 mistrzów krajowych. Pierwsze trzy edycje wygrała czechosłowacka z Brna, aczkolwiek w tych latach w Pucharze nie uczestniczyli jeszcze przedstawiciele Związku Radzieckiego. Następnie rozpoczęła się wieloletnia, trwająca dwie dekady dominacja radzieckiej drużyny CSKA Moskwa, która od 1969 do 1990 zdobyła Puchar 20-krotnie i w tym czasie tylko dwa razy inne kluby sięgały po trofeum. Od sezonów 1965/1966 do 1976/1977 nie rozgrywano meczów o trzecie miejsce. W historii Pucharu trofeum zdobywały drużyny z czterech państw (Czechosłowacja, Związek Radziecki/Rosja, Szwecja i Finlandia).
Najbardziej utytułowanymi zawodnikami byli zawodnicy CSKA, Aleksiej Kasatonow, Wiaczesław Fietisow i Władisław Trietjak (13 tytułów, w tym pierwszy z nich osiągnął swój wyczyn w nieprzerwanej serii), Władimir Krutow i Siergiej Makarow (12 tytułów).
W późniejszym czasie niejako zastąpiły go: Europejska Hokejowa Liga rozgrywana w latach 1996-2000, Puchar Kontynentalny od 1997, a później także Puchar Mistrzów IIHF od 2005 i Hokejowa Liga Mistrzów w 2008.

## Edycje
| Sezon     | I miejsce              | II miejsce           | III miejsce                              |
| --------- | ---------------------- | -------------------- | ---------------------------------------- |
| 1965/1966 | TJ ZKL Brno            | EV Füssen            | EC KAC / Vålerenga Oslo                  |
| 1966/1967 | TJ ZKL Brno            | Ilves                | EC KAC / CSKA Moskwa                     |
| 1967/1968 | TJ ZKL Brno            | ASD Dukla Jihlava    | Dynamo Berlin / EC KAC                   |
| 1968/1969 | CSKA Moskwa            | EC KAC               | Dynamo Berlin / TJ ZKL Brno              |
| 1969/1970 | CSKA Moskwa            | Spartak Moskwa       | Leksand / ASD Dukla Jihlava              |
| 1970/1971 | CSKA Moskwa            | ASD Dukla Jihlava    | Brynäs IF Gavle / SG Cortina             |
| 1971/1972 | CSKA Moskwa            | Brynäs IF Gavle      | SG Dynamo Weißwasser / ASD Dukla Jihlava |
| 1972/1973 | CSKA Moskwa            | Brynäs IF Gavle      | Düsseldorfer EG / ASD Dukla Jihlava      |
| 1973/1974 | CSKA Moskwa            | TJ Tesla Pardubice   | Tilburg Trappers                         |
| 1974/1975 | Krylja Sowietow Moskwa | ASD Dukla Jihlava    | SG Dynamo Weißwasser / HIFK              |
| 1975/1976 | CSKA Moskwa            | TJ Sokol Kladno      | Düsseldorfer EG / Tappara                |
| 1976/1977 | TJ Sokol Kladno        | Spartak Moskwa       | Brynäs IF Gavle / TPS                    |
| 1977/1978 | CSKA Moskwa            | TJ Poldi SONP Kladno | Dynamo Berlin                            |
| 1978/1979 | CSKA Moskwa            | TJ Poldi SONP Kladno | Ässät                                    |
| 1979/1980 | CSKA Moskwa            | Tappara              | Slovan ChZJD Bratislava                  |
| 1980/1981 | CSKA Moskwa            | HIFK                 | TJ Poldi SONP Kladno                     |
| 1981/1982 | CSKA Moskwa            | TJ Vítkovice         | SC Riessersee                            |
| 1982/1983 | CSKA Moskwa            | ASD Dukla Jihlava    | Tappara                                  |
| 1983/1984 | CSKA Moskwa            | ASD Dukla Jihlava    | Dynamo Berlin                            |
| 1984/1985 | CSKA Moskwa            | Kölner EC            | ASD Dukla Jihlava                        |
| 1985/1986 | CSKA Moskwa            | Södertälje           | Sportbund DJK Rosenheim                  |
| 1986/1987 | CSKA Moskwa            | TJ VSŽ Košice        | Färjestad                                |
| 1987/1988 | CSKA Moskwa            | TJ Tesla Pardubice   | Tappara                                  |
| 1988/1989 | CSKA Moskwa            | TJ VSŽ Košice        | Kölner EC                                |
| 1989/1990 | CSKA Moskwa            | TPS                  | Djurgården                               |
| 1990/1991 | Djurgården             | Dinamo Moskwa        | TPS                                      |
| 1991/1992 | Djurgården             | Düsseldorfer EG      | Dinamo Moskwa                            |
| 1992/1993 | Malmö IF               | Dinamo Moskwa        | Jokerit                                  |
| 1993/1994 | TPS                    | Dinamo Moskwa        | Malmö IF                                 |
| 1994/1995 | Jokerit                | Łada Togliatti       | TPS                                      |
| 1995/1996 | Jokerit                | Kölner EC            | HV71                                     |
| 1996/1997 | Łada Togliatti         | MODO                 | Düsseldorfer EG                          |

## Uczestnicy według państw
W nawiasach podano liczbę udziałów w edycjach Pucharu Europy.
| Belgia - CPL Super Nendaz Lüttich (1) Bułgaria - CSKA Sofia (10) - Spartak-Lewski Sofia (6) - Slawia Sofia (3) - Metalurg Pernik (2) Czechosłowacja - ASD Dukla Jihlava (11) - TJ Poldi SONP Kladno (5) - TJ ZKL Brno (3) - TJ Tesla Pardubice (3) - TJ VSZ Košice (2) - TJ Vítkovice (1) - Slovan ChZJD Bratysława (1) - Sparta Praga (1) - CHZ Litvínov (1) Dania - Gladsaxe SF Kopenhagen (5) - KSF Kopenhagen (5) - Rødovre IK (3) - Herning IK (3) - Esbjerg IK (2) - Vojens IK (2) - Aalborg BK (1) Finlandia - Tappara Tampere (8) - HIFK Helsinki (5) - TPS Turku (4) - Ässät Pori (4) - Ilves Tampere (3) - Jokerit (1) - Kärpät Oulu (1) Francja - Chamonix Hockey Club (9) - SHC Saint Gervais (3) - GS Grenoble (2) - Gap (2) - Mont-Blanc HC (2) - HC Rouen (2) - CS Megève (1) - ASG Tours (1) Grecja - Aris Saloniki (1) Hiszpania - CH Casco Viejo Bilbao (4) - CH Txuri Urdin San Sebastián (3) - CH Jaca (2) - CG Puigcerdà (1) |  | Holandia - Feenstra Flyers Heerenveen (7) - Tilburg Trappers (6) - Panda’s Rotterdam (3) - Vissers Nijmegen (2) - Amstel Tijgers Amsterdam (1) - G.IJ.S Groningen (1) - Langhout Utrecht (1) Izrael - HC Bat Jam (1) Jugosławia - HK Jesenice (15) - HK Olimpija Lublana (8) - KHL Medveščak Zagrzeb (3) - HK Partizan Belgrad (2) Luksemburg - Hiversport Luxemburg (1) - Tornado Luxemburg (1) NRD - SC Dynamo Berlin (15) - SG Dynamo Weißwasser (10) Niemcy Zachodnie - Kölner EC (6) - EV Füssen (5) - Düsseldorfer EG (5) - SB Rosenheim (3) - SC Riessersee (2) - Berliner SC (2) - EV Landshut (2) - EC Bad Tölz (1) - Mannheimer ERC (1) Norwegia - Vålerenga IF Oslo (11) - Stjernen Frederikstad (2) - IL Manglerud/Star Oslo (2) - IL Sparta Sarpsburg (2) - Hasle-Løren IL Oslo (2) - SK Frisk Asker (1) - Furuset IF Oslo (1) Austria - EC Klagenfurter AC (19) - VEU Feldkirch (4) - EC Villacher SV (3) - ATSE Graz (2) - EV Innsbruck (1) - Wiener EV (1) Polska - Podhale Nowy Targ (8) - Polonia Bytom (5) - Zagłębie Sosnowiec (3) - GKS Katowice (2) - Legia Warszawa (1) |  | Rumunia - CSA Steaua Bukareszt (9) - Dinamo Bukareszt (1) - HK Bukareszt (1) Szwecja - Brynäs IF Gävle (9) - Djurgården (5) - Leksands IF (4) - AIK Stockholm (2) - Färjestad BK Karlstad (2) - MoDo AIK Örnsköldsvik (1) - Skellefteå AIK (1) - Södertälje SK (1) - IF Björklöven Umeå (1) - HV 71 Jönköping (1) Szwajcaria - SC Bern (7) - HC La Chaux-de-Fonds (6) - HC Lugano (4) - EHC Biel (3) - EHC Arosa (2) - HC Davos (2) - Zürcher SC (1) - EHC Kloten (1) Turcja - Büyükşehir Belediyesi Ankara Spor Kulübü (3) Węgry - Újpesti Dózsa Budapest (10) - Ferencvárosi TC (11) - Alba Volán Székesfehérvár (2) - Lehel HC Jászberény (1) Wielka Brytania - Durham Wasps (3) - Dundee Rockets (2) - Murrayfields Racers (1) - Cardiff Devils (1) - Manchester Storm (1) Włochy - SG Cortina d’Ampezzo (10) - HC Bolzano (8) - HC Gherdëina (4) - AS Varese Hockey (3) - Saima/Lions/HC-24 Mailand (3) - AC Devils Milano (2) - HC Merano (1) ZSRR - CSKA Moskwa (21) - Spartak Moskwa (3) - Dinamo Moskwa (2) - Krylja Sowietow Moskwa (1) |